# Phyllomedusa oreades
Phyllomedusa oreades är en groddjursart som beskrevs av Brandão 2002. Phyllomedusa oreades ingår i släktet Phyllomedusa och familjen lövgrodor. IUCN kategoriserar arten globalt som otillräckligt studerad. Inga underarter finns listade i Catalogue of Life.